# Gordon Morgan Holmes
Sir Gordon Morgan Holmes (Castlebellingham, 22 febbraio 1876 – Farnham, 29 dicembre 1965) è stato un neurologo inglese.
È noto per aver svolto ricerche pionieristiche sul cervelletto.  e sulla corteccia visiva
L'esperienza come neurologo all'interno degli ospedali da campo durante la prima guerra mondiale gli offrì un'occasione unica per lo sviluppo delle sue ricerche sul funzionamento del sistema nervoso.
Fu eletto membro della Royal Society nel maggio 1933.
Fu nominato CMG (Companion of the Order of St.Michael and St.George) nel 1917, CBE (Commander of the Most Excellent Order of the British Empire) nel 1919 e cavaliere nel 1951.

## Biografia

### Gli anni della formazione

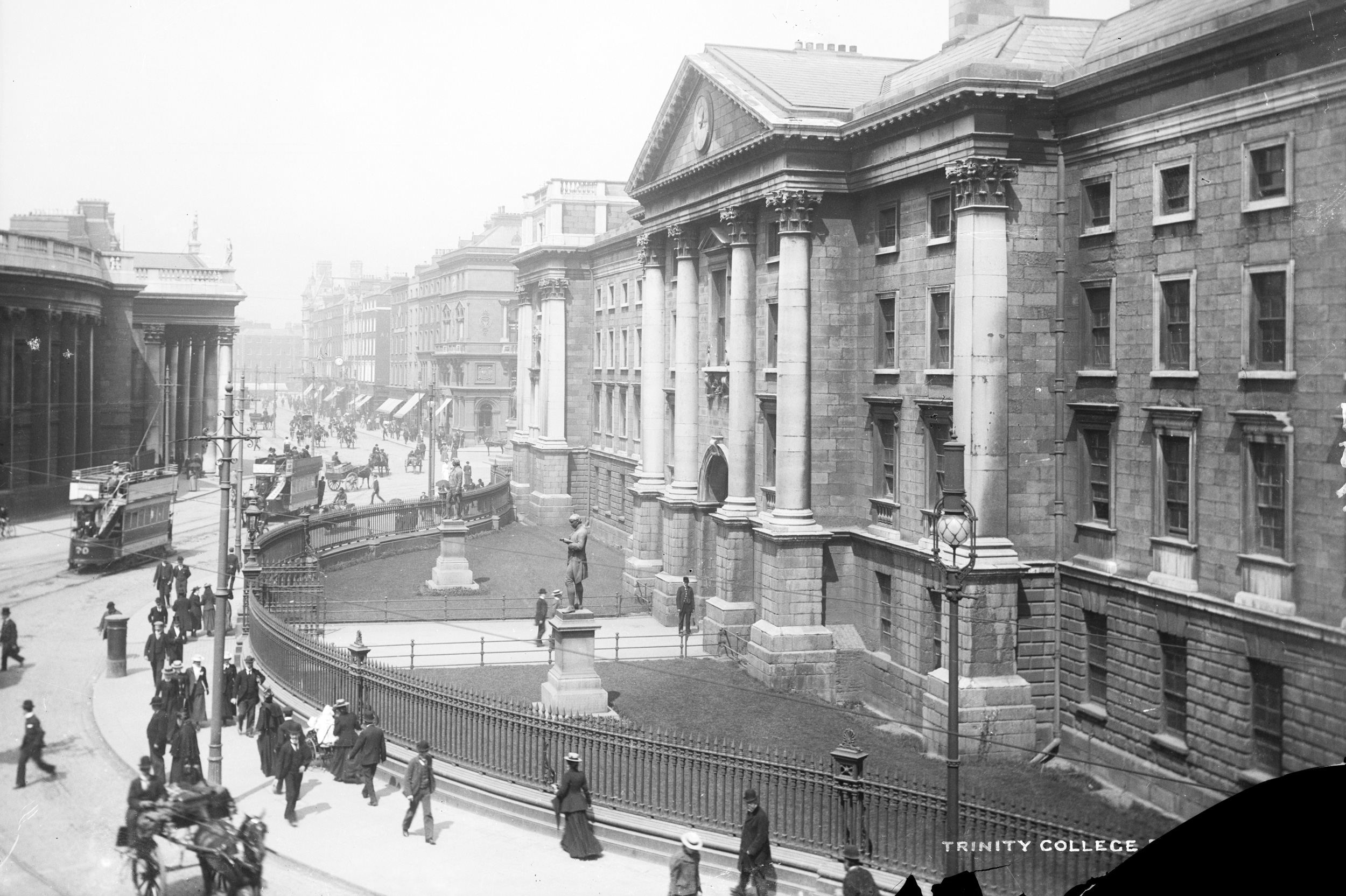
Trinity College di Dublino in una foto del 1900

Figlio di un agricoltore di successo, Gordon Morgan Holmes nacque a Castlebellingham, nella Countea di Louth in Irlanda, a circa 40 km a nord di Dublino. La morte precoce della madre, Kathleen, e le nuove nozze di suo padre, colpirono profondamente Holmes, che era un bambino solitario. Nonostante la dislessia transitoria, fu uno studente brillante e dopo aver completato la sua formazione presso la Dundalk Academy, entrò al Trinity College di Dublino, laureandosi in medicina nel 1897, all'età di 21 anni.
Holmes fece un periodo di internato al Richmond Asylum e subito dopo aver conseguito il titolo accademico si impegnò per partire per la Nuova Zelanda, lavorando come chirurgo di bordo. Successivamente vinse una Stewart Scholarship per lo studio delle malattie del sistema nervoso, grazie alla quale continuò i suoi studi post laurea in Germania. Inizialmente a Berlino, si spostò poi a Francoforte sul Meno, dove lavorò presso il Senckenberg Institute, approfondendo lo studio sulla neuroanatomia con Ludwig Edinger (1855-1919) e sulla neuropatologia con Carl Weigert (1845-1904).
Edinger gli suggerì di indagare il modello sperimentale di Friedrich Leopold Goltz (1834-1902). È possibile che questo modello, che consisteva in particolari esperimenti sugli animali, abbia suscitato il suo interesse iniziale per il cervelletto. La sua ricerca fu però interrotta quando i fondi previsti furono indirizzati a Paul Ehrlich (1854-1915), per gli studi sul Salvarsan. Holmes quindi tornò a Londra e divenne un medico interno presso il National Hospital for Nervous Diseases a Queen Square, sotto John Hughlings Jackson (1835-1911), il decano dei neurologi britannici.
Tra il 1900 e il 1911 pubblicò articoli di neuroanatomia e neuropatologia che includevano una prima descrizione dei sintomi di tumori al cervello.
Nel 1906 Holmes fu nominato direttore della ricerca clinica a Queen Square, dove cominciò collaborando con Henry Head (1861-1940) nel 1908. Ciò portò al primo resoconto accurato delle funzioni del talamo ottico e della sua relazione con la corteccia cerebrale. I due uomini si completavano l'un l'altro perché Head era fantasioso, entusiasta e speculativo, mentre Holmes insisteva sull'attenzione per il dettaglio e non avrebbe mai trascurato i fatti per adattarsi a un'ipotesi. A volte ciò portava a scontri tra i due, ma continuarono una stretta collaborazione fino allo scoppio della prima guerra mondiale.
Holmes conservava il desiderio di avventura e nel 1901 partecipò alla spedizione Discovery al Polo Sud di Robert Falcon Scott (1868-1912). Una rottura del tendine d'Achille rese necessario l'abbandono della spedizione e Holmes durante il periodo di convalescenza continuò i suoi studi di approfondimento, ottenendo un ulteriore titolo specialistico. Nel 1910, dopo la morte improvvisa di un suo anziano collega, Holmes fu inserito nel personale del National Hospital. Da quel momento in poi si dedicò all'attività clinica e didattica come volontario in questo ospedale e contemporaneamente esercitò l'attività medica nel suo studio privato.

### L'esperienza durante la Guerra

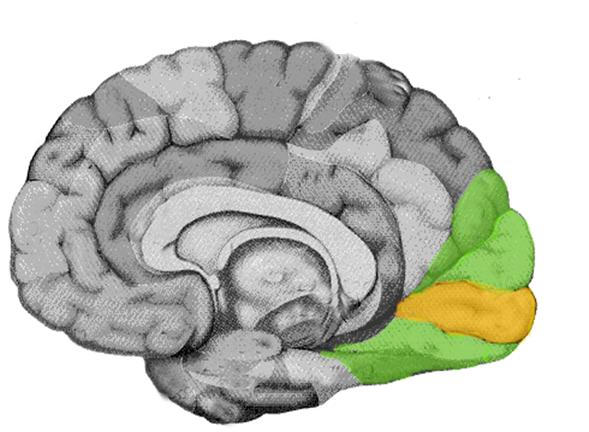
Corteccia visiva primaria

Allo scoppio della prima guerra mondiale Holmes fu nominato consulente neurologo delle British Expeditionary Forces. Lavorò con il suo collega neurochirurgo Percy Sargent (nato nel 1873) in un ospedale da campo che avevano costituito. Qui ebbe un'occasione unica per lo studio di lesioni in regioni specifiche del cervello. Più in particolare studiò gli effetti di queste sull'equilibrio, la visione e le funzioni della vescica.
In Francia Holmes incontrò la Dott.ssa Rosalie Jobson, sua futura moglie, laureata a Oxford e sportiva internazionale.
Le osservazioni di Holmes sulle ferite da arma da fuoco risvegliarono il suo interesse per la malattia cerebellare. Questo culminò nelle analisi classiche dei sintomi di lesioni cerebellari, che furono poi pubblicate nelle Croonian Lectures al Royal College of Physicians nel 1922. Qui descrisse i casi di ferite da arma da fuoco con cui era venuto a contatto nell'esperienza della prima guerra mondiale e di pazienti con tumori cerebellari. Altre ricerche fatte in periodo di guerra furono inserite nelle Montgomery Lectures, considerate una pietra miliare della fisiologia del sistema visivo. Da questi scritti emerge l'idea che la percezione visiva primaria, che include la visione dei colori, sia sostenuta dalla corteccia visiva primaria, chiamata anche corteccia striata. Dall'altro lato le funzioni visive superiori, quali l'identificazione degli oggetti, il riconoscimento delle relazioni spaziale e l'attenzione visiva locale, sembrerebbero essere controllate da altre, più remote, porzioni del cervello.
Holmes si concentrò anche sullo studio del lento deterioramento delle funzioni cerebrali con l'avanzare dell'età.

### Studi post-bellici e introduzione della visita medica neurologica
Quando Holmes ritornò  tra il personale del Charing Cross Hospital, dopo la prima guerra mondiale, strinse amicizia con William John Adie, un giovane australiano. Holmes e Adie condividevano interessi comuni per la neurologia e la neuroanatomia. Nel periodo tra le due guerre Holmes frequentò costantemente Queen Square, il Moorfields Eye Hospital e il Charing Cross Hospital.

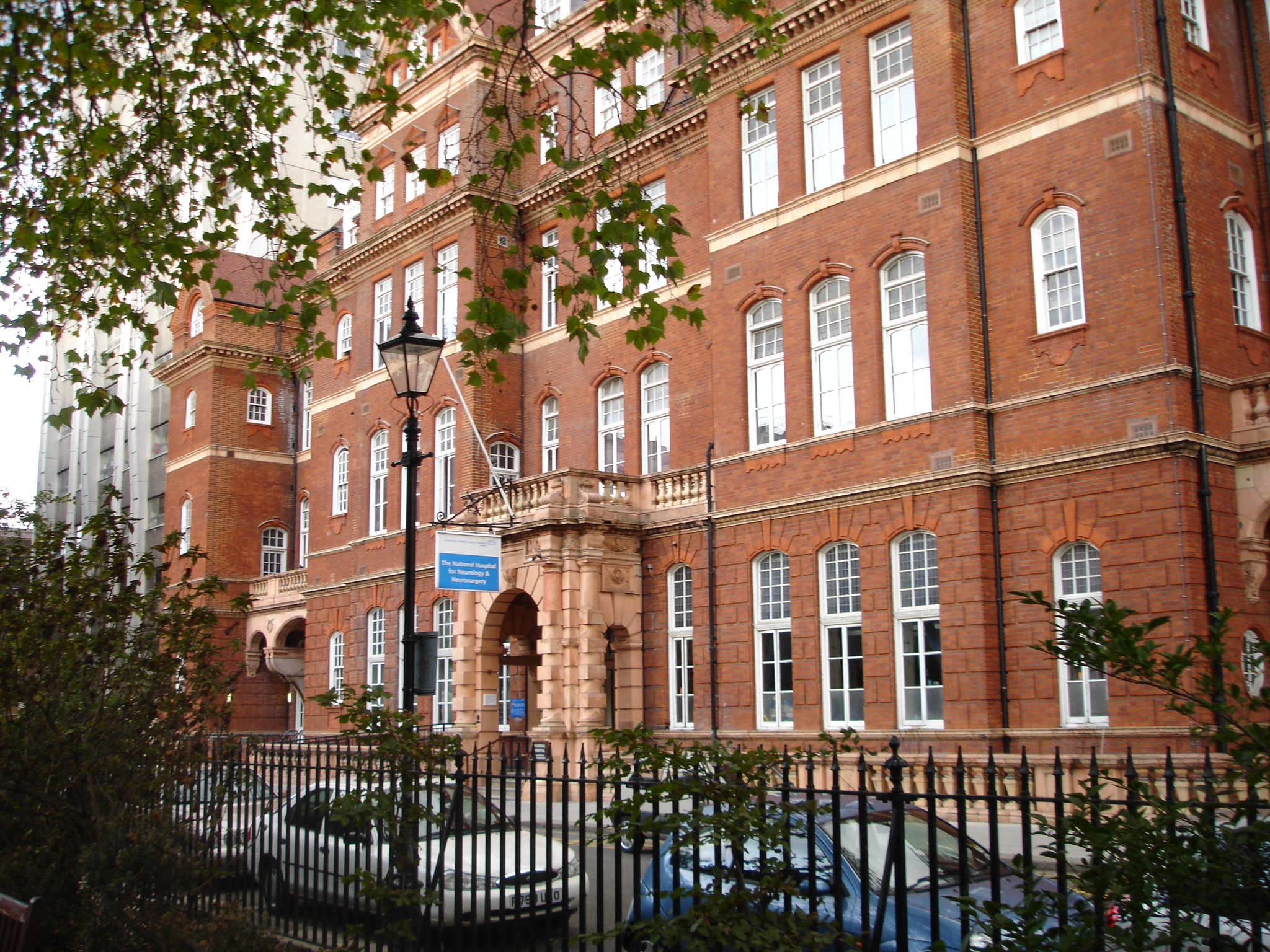
National Neurology Hospital, Queen Square

Introdusse in Inghilterra l'impiego della visita medica neurologica accurata e superò persino William Richard Gowers nella raccolta sistematica dei dati clinici e nella loro correlazione con l'anatomia e la patologia. Era inoltre un insegnante eccezionale di neurologia e le sue discussioni settimanali sui casi clinici al Queen Square attrassero numerosi laureati.
Come racconta il neurologo Wilder Penfield nella sua autobiografia:
Portò a termine studi sull'ipotonia con James Stanfield Collier (1870-1935) (Brain, Londra, 1909, 32: 269-284) e descrisse la prima rimozione di un tumore surrenale (di Percy Sargent). Fu redattore della rivista Brain dal 1922 al 1937 ed era anche ben noto per il supporto dato a giovani neurologi.

## Scritti principali
- On the relation between loss of function and structural damage in focal lesions of the central nervous system, with special reference to secondary degeneration, Brain (1906)
- On spinal injuries of warfare. Goulstonian lectures (1915)
- The symptoms of acute cerebellar injuries due to gunshot injuries, Brain (1917)
- Ferrier lecture. The organisation of the visual cortex in man (1945)
- Introduction to clinical neurology, Edinburgh: E&S Livingstone (1946)